# Sultanpur-Nationalpark
Der Sultanpur-Nationalpark (Hindi सुल्तानपुर राष्ट्रीय अभ्यारण्य IAST Sultānapura rāṣṭrīya abhyāraṇya) ist ein kleiner Nationalpark und ein Vogelschutzgebiet im indischen Bundesstaat Haryana.

## Lage
Der Sultanpur-Nationalpark ist ein um einen kleinen flachen Süßwassersee herum gelegenes Feuchtgebiet im Distrikt Gurugram südwestlich von Delhi. Die Ausmaße des Sees schwanken mit der Jahreszeit. Der Wasserspiegel ist am höchsten in der Monsunperiode und im Winter (Juli bis März) und am niedrigsten in den Sommermonaten April bis Juni. Das Wasser wird zum größten Teil während der Monsun- und Wintermonate aus dem Fluss Yamuna in den See gepumpt.

## Geschichte
Eine breitere Aufmerksamkeit erhielt das Sultanpur-Feuchtgebiet (Sultanpur Jheel) auf der IUCN-Konferenz in Neu-Delhi 1969. Der Naturschützer Peter Jackson konnte die damalige Premierministerin Indira Gandhi überzeugen, das Gebiet unter Schutz zu stellen. Am 2. April 1971 wurde ein 1,21 km² großes Areal zum Naturschutzgebiet (sanctuary) erklärt. Am 5. Juli 1991 wurde das Schutzgebiet auf 1,42 km² ausgedehnt und erhielt den Status eines Nationalparks. Seit dem 25. Mai 2021 ist der Nationalpark auch als Ramsar-Schutzgebiet registriert. Im Jahr 2022 war der Sultanpur-Nationalpark neben dem Kalesar-Nationalpark der einzige Nationalpark im Bundesstaat Haryana.

## Flora und Fauna
Die dominierende terrestrische Vegetation besteht aus Prosopis-Arten (Prosopis juliflora, Prosopis chilensis), Arabischen Gummi-Akazien, Niembäumen, Tamarindenbäumen, sowie verschiedenen Süßgräsern (Vetiver, Ravennagras). An Wasserpflanzen sind Vallisneria natans, Grundnesseln, Raues Hornblatt, Rohrkolbenarten (Typha domingensis), Tripidium bengalense, Knolliges Zypergras, Stern-Seerosen und Wasserspinat zu finden.
Von besonderer ökologischer Bedeutung ist die Vogelwelt. Im Nationalpark wurden mehr als 100 Vogelarten registriert. Erhebungen in verschiedenen Jahren kamen auf unterschiedliche Zahlen: 320 Arten (2003), 113 (2011–12), 161 (2009–14), 223 (2014–16). Die Zahl der Vögel und der Arten wird vom Wasserstand, d. h. vom Jahresniederschlag wesentlich mitbestimmt. Die letztgenannte Erhebung fand 223 Arten, die zu 17 taxonomischen Ordnungen gehörten, von denen 55 % dauerhaft ortsansässig, 38 % überwinternde Zugvögel und 7 % örtliche Zugvögel waren. Dazu zählten auch zahlreiche auf der Roten Liste gefährdeter Arten der IUCN aufgeführte oder potentiell gefährdete Arten, wie Schmutzgeier, Schelladler, Kaiseradler, Gangesadler, Bindenseeadler, Saruskranich, Tafelente, Kaschmirschnäpper, Moorente, Buntstorch, Riesenstorch, Schwarzkopfibis, Steppenweihe, Uferschnepfe, Pfuhlschnepfe, Goldschnabel-Seeschwalbe und Alexandersittich.
An natürlichen Prädatoren der Vögel finden sich neben den Raubvögeln Goldschakale und Rohrkatzen sowie auch verwilderte Hunde. Der Bengalenwaran ernährt sich u. a. von Vogeleiern.

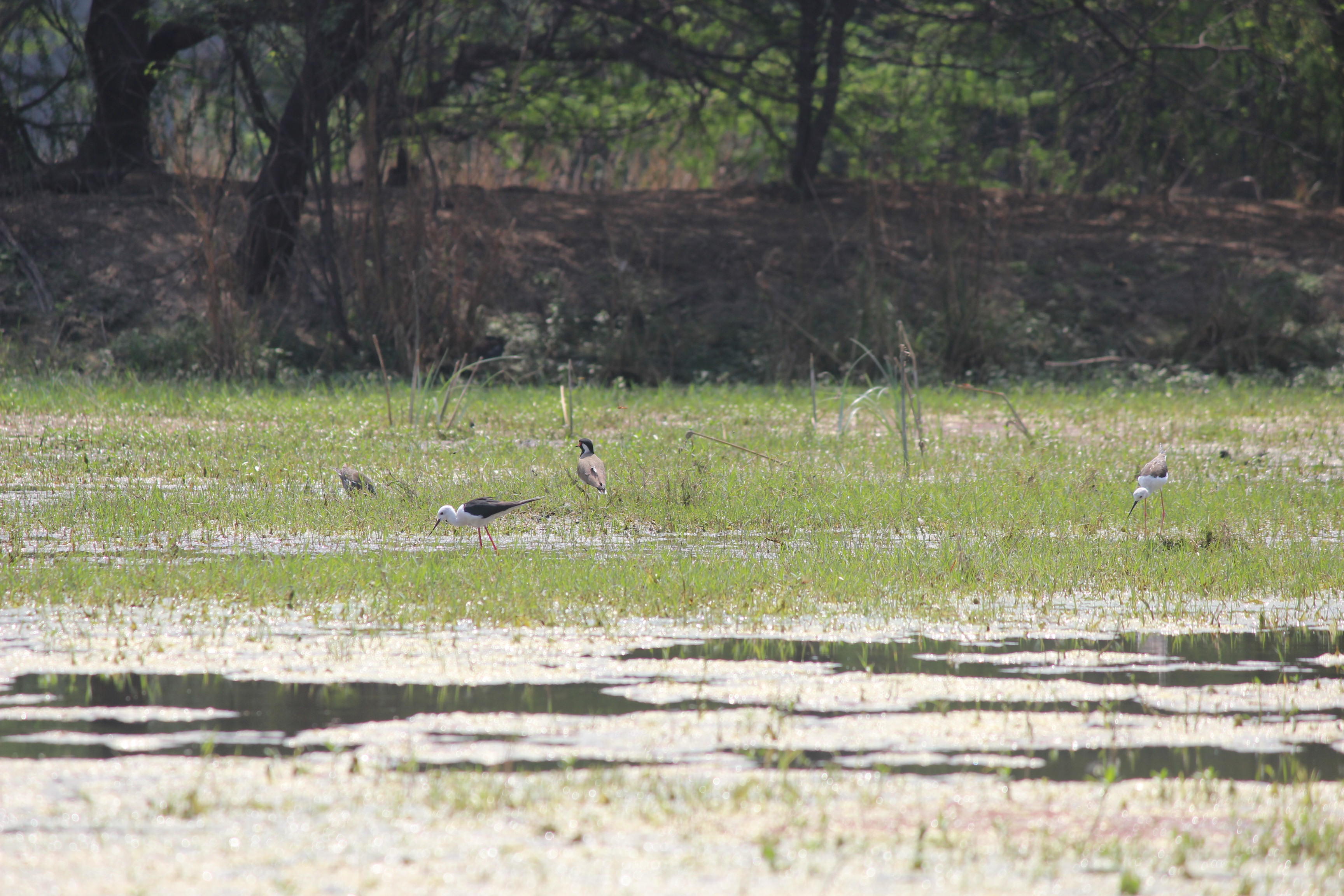
Stelzenläufer
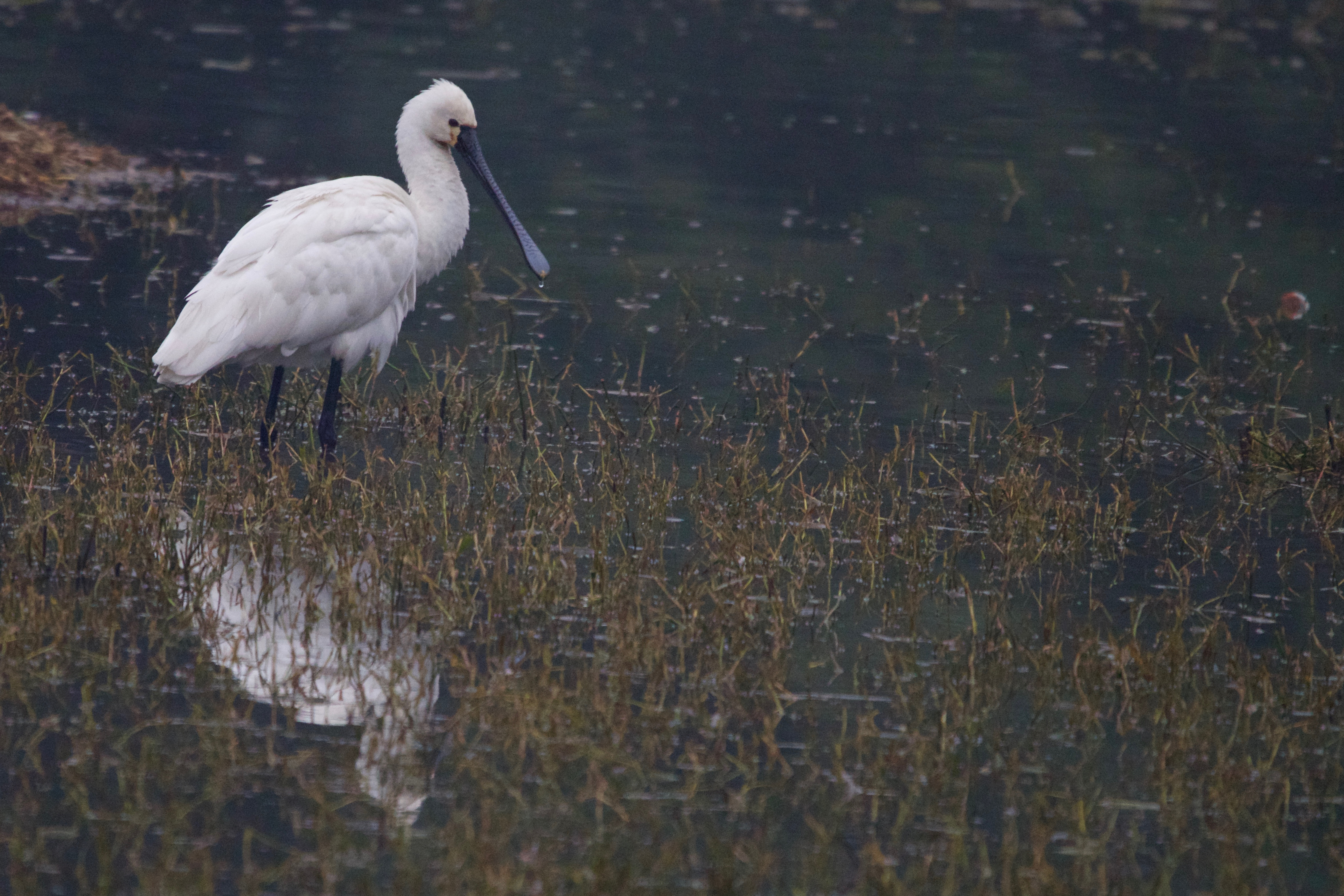
Löffler
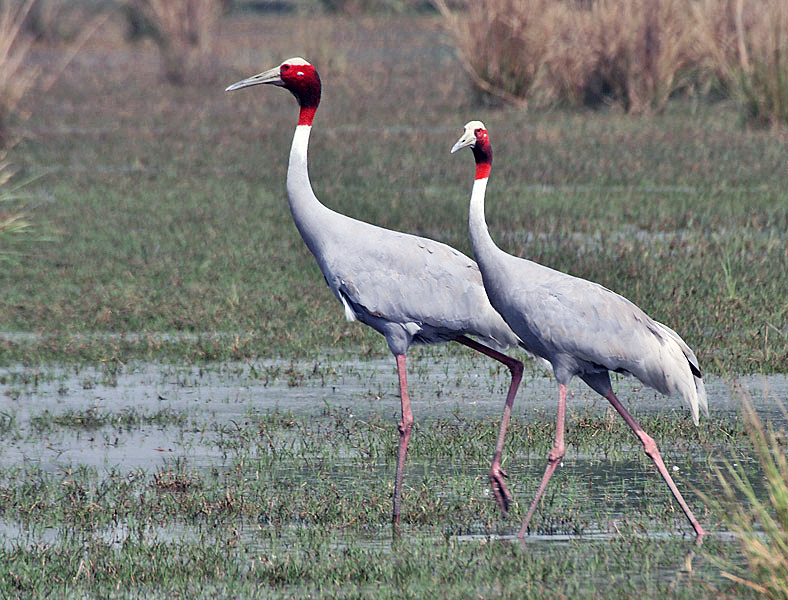
Saruskraniche

## Bedrohungen
Eine wesentliche Bedrohung für den Nationalpark stellen die zunehmenden menschlichen Aktivitäten in der Umgebung dar. Der zunehmende Verkehr und die zunehmende Besiedlung beeinträchtigen das Ökosystem. Aus dem Yamuna ist der Afrikanischen Raubwels als invasive Art eingeschleppt worden, der die Flora und Fischfauna und damit auch die Nahrungsgrundlage der Wasservögel dezimiert. Die intensivierte Landwirtschaft in der Parkumgebung mit ihrem Einsatz von Pestiziden, Insektiziden und Rodentiziden beeinträchtigt ebenfalls das ökologische Gleichgewicht des Parks.
Die Geflügelfarmen in der Umgebung bergen ein erhöhtes Risiko des Ausbruchs der Geflügelpest im Park. Während des Ausbruchs der Vogelgrippe H5N1 in Delhi 2016 wurden mehrere tote Vögel im Park registriert. Das Influenza-A-Virus H5N1 wurde allerdings nicht nachgewiesen bzw. nicht untersucht.